# Marie de La Tour d'Auvergne
Marie de La Tour d'Auvergne est duchesse de Thouars. Elle naît le 17 janvier 1601 à Turenne et meurt le 24 mai 1665 à Thouars (elle est inhumée dans la collégiale Notre-Dame de Thouars, bien que protestante).
Fille d'Henri de La Tour d'Auvergne, duc de Bouillon, et d'Élisabeth Flandrika d'Orange-Nassau, elle est la sœur d'Henri de La Tour d'Auvergne, vicomte de Turenne.

## Biographie

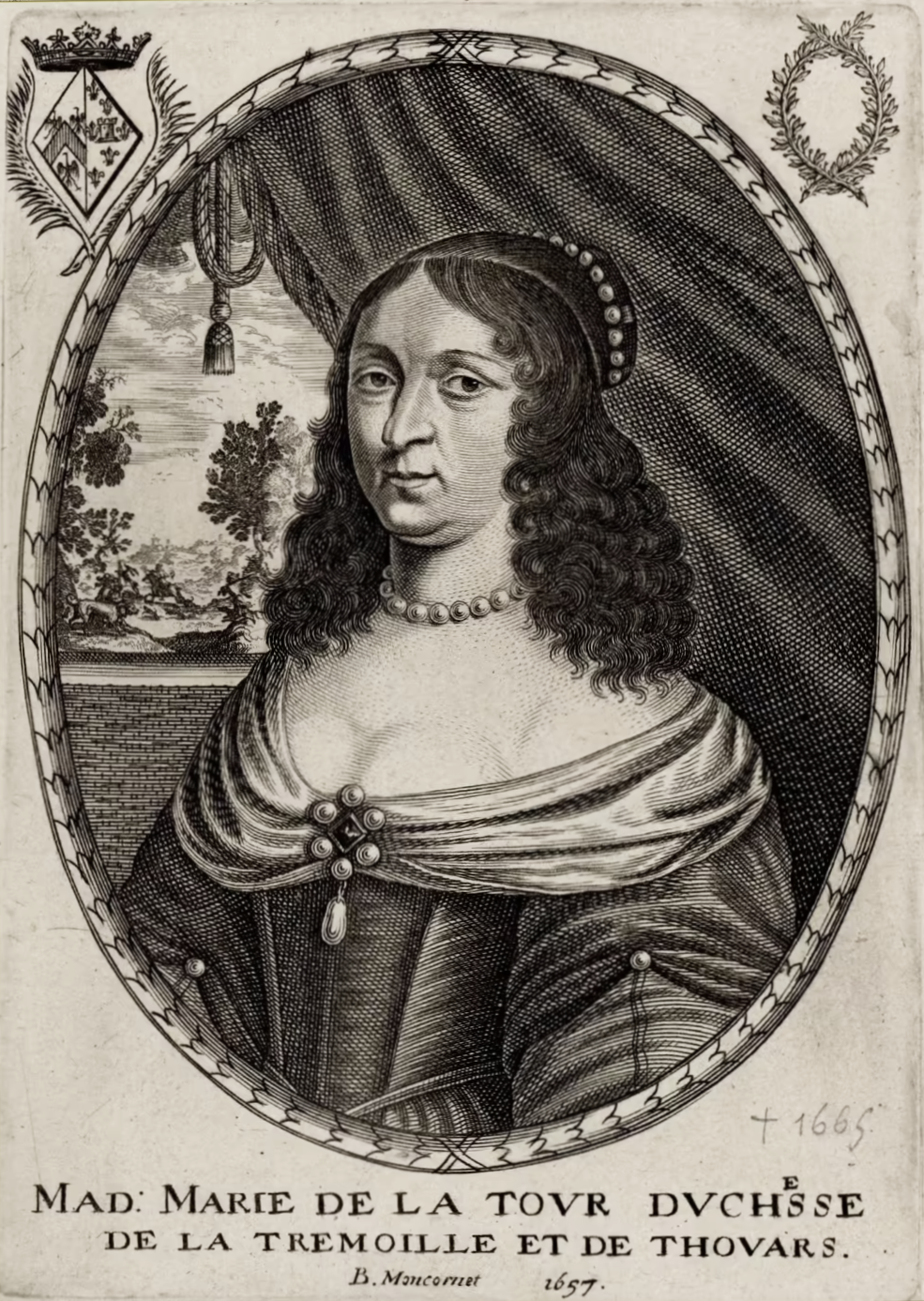
Gravure anonyme représentant Marie de La Tour d'Auvergne

Élevée par sa mère à Sedan, elle reçoit une éducation calviniste stricte. Dès son plus jeune âge, elle est promise à son cousin Henri Ier de La Trémoille, le contrat de mariage est passé le 19 janvier 1619 et le mariage est célébré le 18 février à Sedan.
Peu à peu elle prend la place de la duchesse douairière Charlotte-Brabantine d'Orange-Nassau comme maîtresse de maison. Elle fait rénover le château médiéval de Vitré et fait reconstruire celui de Thouars en 1638 selon les plans de Jacques Lemercier.
Elle a d'abord comme demoiselle d'honneur Éléonore Desmier d'Olbreuse ; fille du seigneur d'Olbreuse près de Niort (cette dernière épousera Georges Guillaume, duc de Brunswick-Lunebourg). Par la suite, elle accorde cette prérogative à sa belle-fille Amélie de Hesse-Cassel. Malgré la conversion de son époux en 1628, elle reste fidèle à l'Église réformée. Elle convainc son époux de continuer à protéger la communauté huguenote de son duché, elle fait construire les temples de Thouars et de Vitré et accueille en 1659 le synode national à Loudun.
En 1648, elle marie son fils aîné à Amélie de Hesse-Cassel (fille de Guillaume V de Hesse-Cassel) et obtient l'insertion d'une clause particulière dans les traités de Westphalie accordant au duc le titre nominal de roi de Naples.
De son union avec Henri III de La Trémoïlle naissent 6 enfants dont Henri Charles de La Trémoïlle, né le 17 décembre 1620 à Thouars, et Marie-Charlotte de la Trémoïlle, née le 26 janvier 1632.